# Leehom Wang
Leehom Wang (王力宏S, Wáng LìhóngP; Rochester, 17 maggio 1976) è un attore, cantautore, produttore discografico e regista statunitense.

## Biografia
Ha studiato alla Eastman School of Music, al Williams College e al Berklee College of Music.
Il suo stile musicale è noto per la peculiare fusione di tradizionali elementi musicali cinesi (come l'Opera di Pechino o la musica tribale cinese) con un arrangiamento internazionale.
La carriera di Leehom Wang inizia nel 1995: da allora l'artista ha all'attivo 13 album in studio, 3 album live e le sue canzoni sono presenti in molte raccolte, con un totale di più di 15 milioni di copie vendute in tutto il mondo.. È anche quattro volte vincitore del Golden Melody Award, premio taiwanese corrispettivo dei "grammys" per quanto riguarda la musica cinese.
Oltre ad essere un musicista, Leehom Wang è un affermato attore: tra i suoi film anche i recenti Lussuria - Seduzione e tradimento di Ang Lee e Little Big Soldier con Jackie Chan. Per la fine del 2010 sarà inoltre in uscita il suo primo lungometraggio come regista Love In Disguise.
Leehom Wang, infine, è da sempre un attivista ambientalista e il suo album Change Me è stato dedicato alla sensibilizzazione dei giovani. Wang è stato uno dei primi tedofori per le Olimpiadi del 2008 di Pechino, dove ha cantato durante la cerimonia di chiusura. Leehom è stato inserito nella lista dei "The 100 Most Inspiring Asian Americans of All Time" dal Goldsea Asian American Daily.

## Filmografia

### Cinema
- China Strike Force (Lei ting zhan jing), regia di Stanley Tong (2000)
- Kuen sun, regia di Andrew Lau e Corey Yuen (2001)
- Moon Child, regia di Takahisa Zeze (2003)
- Mahiru no hoshizora, regia di Yosuke Nakagawa (2005)
- Lussuria - Seduzione e tradimento (Se, jie), regia di Ang Lee (2007)
- Little Big Soldier (Da bing xiao jiang), regia di Sheng Ding (2010)
- Lian ai tong gao, regia di Leehom Wang (2010)
- Jian dang wei ye, regia di Han Sanping e Huang Jianxin (2011)
- Fei chang xing yun, regia di Dennie Gordon (2013)
- Blackhat, regia di Michael Mann (2015)
- Growing Pains, regia di Danny Pang (2017)
- Wu wen xi dong, regia di Fangfang Li (2018)
- Gu jian qi tan zhi liu yue zhao ming, regia di Renny Harlin (2018)

## Discografia

### Album in Studio
| Album | Informazioni                                                                                   | Copie vendute     |
| ----- | ---------------------------------------------------------------------------------------------- | ----------------- |
| 1     | Love Rival Beethoven (情敵貝多芬) - Pubblicato: 1995 (Taiwan) - Etichetta: BMG Music           | N/A               |
| 2     | If You Heard My Song (如果你聽見我的歌) - Pubblicato: 1996 (Taiwan) - Etichetta: Decca Records | N/A               |
| 3     | Missing You (好想你) - Pubblicato: 1996 (Taiwan) - Etichetta: Decca Records                    | N/A               |
| 4     | White Paper (白紙) - Pubblicato: 1997 (Taiwan) - Etichetta: Decca Records                      | N/A               |
| 5     | Revolution (公轉自轉) - Pubblicato: 1998 (Taiwan) - Etichetta: Sony Music                      | 100,000+ (Taiwan) |
| 6     | Impossible to Miss You (不可能錯過你) - Pubblicato: 1999 (Taiwan) - Etichetta: Sony Music      | 190,000+ (Taiwan) |
| 7     | Forever's First Day (永遠的第一天) - Pubblicato: 2000 (Taiwan) - Etichetta: Sony Music         | 200,000+ (Taiwan) |
| 8     | The One and Only (唯一) - Pubblicato: 2001 (Taiwan) - Etichetta: Sony Music                    | 1,000,000+        |
| 9     | Unbelievable (不可思議) - Pubblicato: 2003 (Taiwan) - Etichetta: Sony Music                    | 1,300,000+        |
| 10    | Shangri-La (心中的日月) - Pubblicato: 2004 (Taiwan) - Etichetta: Sony BMG                      | 2,000,000+        |
| 11    | Heroes of Earth (蓋世英雄) - Pubblicato: 2005 (Taiwan) - Etichetta: Sony BMG                   | 3,000,000+        |
| 12    | Change Me (改變自己) - Pubblicato: 2007 (Taiwan) - Etichetta: Sony BMG                         | 2,000,000+        |
| 13    | Heart Beat (心．跳) - Pubblicato: 2008 (Taiwan) - Etichetta: Sony BMG                          | 1,800,000+        |
| 14    | The 18 Martial Arts (十八般武藝) - Pubblicato: 2010 (Taiwan) - Etichetta: Sony BMG             | ***               |

### Raccolte
| Album | Informazioni | Copie vendute |
| ----- | --- | ------------- |
| 1     | Good Leehom Compilation (好力宏精選) - Pubblicato: 1998 (Taiwan) - Etichetta: Decca Records                             | N/A           |
| 2     | Leehom Music Century (王力宏創世紀) - Pubblicato: 2001 (Taiwan) - Etichetta: Sony Music                                 | N/A           |
| 3     | Evolution - New and Best Selection (王力宏的音樂進化論 - 新曲+精選) - Pubblicato: 2002 (Taiwan) - Etichetta: Sony Music | N/A           |

| Album | Informazioni                                | Copie vendute |
| ----- | ------------------------------------------- | ------------- |
| 1     | Hear My Voice - Pubblicato: 2004 (Giappone) | N/A           |

### Album live
| Album | Informazioni |
| ----- | --- |
| 1     | Revolution Live Concert (繞著力宏轉音樂會) - Pubblicato: 1999 (Taiwan) - Etichetta: Sony Music                          |
| 2     | Impossible to Miss You Concert (不可能錯過你演唱會) - Pubblicato: 1999 (Taiwan) - Etichetta: Sony Music                 |
| 3     | Heroes of Earth Live Concert (蓋世英雄 Live Concert 演唱會影音全記錄) - Pubblicato: 2006 (Taiwan) - Etichetta: Sony BMG |

### Singoli
Mandarino
- 1998: Revolution (公轉自轉)
- 2000: Take Your Time (每天愛你廿四小時)
- 2001: The One and Only (唯一)
- 2002: Two People Do Not Equal Us (兩個人不等于我們)
- 2004: Miracle of Love (愛の奇跡)
- 2004: Dream Again
- 2004: Shangri-La (心中的日月)
- 2005: Mistakes in the Flower Field (花田错)
- 2006: As Time Goes By
- 2007: Falling Leaf Returns To Root (落葉歸根)

Giapponese
- 2003: Last Night (たった一人の君へ/ラスト・ナイト)
- 2003: Miracle of Love (愛の奇跡)
- 2004: Dream Again

### Canzoni per film, serie televisive
- 2000: China White - China Strike Force (雷霆戰警) Film di Hong Kong
- 2002: The One I Love Is You (愛的就是你) - Peach Girl (蜜桃女孩) Drama taiwanese
- 2007: Drama of the East (戲出東方) - Fei Chang You Xi (非常有戲) Programma televisivo cinese

### Colonne Sonore
- 2000: China Strike Force Original Movie Soundtrack (雷霆戰警電影原聲帶)
  - Traccia 3 - China White
  - Traccia 11 - Light of My Life (Duetto con Lara Fabian)
  - Traccia 12 - Don't Be Afraid (不要害怕)
- 2002: Music from and Inspired by Spider-Man (Asian Edition)
  - Traccia 20 - Like a Gunshot
- 2006: Life is a Game Original Soundtrack (愛情攻略原聲大碟)
  - Traccia 2 - Finally
  - Traccia 3 - Ai Qing Gong Lue (愛情攻略)
  - Traccia 4 - Wanting to Love (想愛)
  - Traccia 5 - Finally (Instrumental)

### Collaborazioni in album di altri artisti
- 1999: Cass Pang - Passionate Love (好好愛)
  - Traccia 3 - Let Me Feel the Warmth (讓我取暖)
- 2002: Candy Lo - A Taste of Life (賞味人間)
  - (Disco 2) Traccia 1 - Better to be Apart (好心分手)
- 2005: Kenny G - At Last...The Duets Album (Asian Edition)
  - (Bonus CD) Traccia 14 - The One and Only (唯一)
- 2006: Tony Bennett - Duets: An American Classic (Asian Edition)
  - Traccia 20 - If I Ruled The World

### Altro
- 1996: Nature (大地的窗口)
  - Traccia 1 - Nature
- 2006: Sony Ericsson - Wei Ni Er Sheng (Limited Edition) 为你而声(限定盘)
  - Traccia 1 - Mistakes in the Flower Field (花田错) (Remix)
  - Traccia 2 - Kiss Goodbye (Instrumental)
- 2006: Sony Ericsson - Yin Yue Chuang Zuo Live CD (音樂創作 Live CD)
  - Traccia 1 - Heroes of Earth (蓋世英雄)
  - Traccia 2 - Shangri-La (心中的日月)
  - Traccia 3 - A Simple Song (一首簡單的歌)
  - Traccia 4 - Julia
  - Traccia 5 - Impossible to Miss You (不可能錯過你)
  - Traccia 6 - The One and Only (唯一)

## Premi
| Anno | Premio |
| ---- | --- |
| 1996 | - Best New Artist of 1996, The People's Daily Newspaper, Taiwan - Best New Artist of 1996, Push Magazine, Taiwan |
| 1998 | - Top 20 of 1998, Channel V: "Revolution" (公轉自轉) - 10 Best Albums of the Year, News Media Group, Malaysia: "Revolution" (公轉自轉) - 10 Best Albums of the Year, Chinese Musicians' Association, Taiwan: "Revolution" (公轉自轉) |
| 1999 | - Best Producer, Golden Melody Awards, Taiwan: "Revolution" (公轉自轉) - Best Male Vocalist, Golden Melody Awards, Taiwan: "Revolution" (公轉自轉) - Best Producer, Golden Melody Awards, Singapore: "Revolution" (公轉自轉) |
| 2000 | - Best New Male Artist, HK Radio Station - Top 20 of 1999, Channel V: "Julia" - 10 Best Albums of the Year, Chinese Musicians' Association: "Impossible to Miss You" (不可能錯過妳) - Top 10 Songs of the Year, Chinese Musicians' Association: "Crying Palm" (流淚手心) - Best Male Vocalist, MTV Asia - Best Composer, Golden Melody Awards, Malaysia: "Impossible to Miss You" (不可能錯過妳) - Best Male Vocalist, Golden Melody Awards, Malaysia: "Impossible to Miss You" (不可能錯過妳) - Best Male Performer, 1st Asia Chinese Music Awards - Best Composer, 1st Asia Chinese Music Awards - Top 15 Hits, 1st Asia Chinese Music Awards |
| 2001 | - Top 20 of 2000, Channel V: "Forever's First Day" (永遠的第一天) - Best Singer-Songwriter, Channel V - Best Song, MTV Asia: "The One and Only" (唯一) - Best Song, CCTV-MTV Asia: "Descendent of the Dragon" (龍的傳人) - Best Composer-Artist, Golden Melody Awards, Malaysia: "The One and Only" (唯一) - Best Producer, Golden Melody Awards, Malaysia: "The One and Only" (唯一) - Top 10 Songs, Golden Melody Awards, Malaysia: "The One and Only" (唯一) - Soaring Artists, 23rd Annual RTHK Music Award; Bronze - All China Most Popular Artist, 23rd Annual RTHK Music Award; Silver - Best Composer, 1st Global Chinese Music Awards |
| 2002 | - Best Male Vocalist, CCTV-MTV Asia - Top 20 Songs, CCTV-MTV Asia: "The One and Only" (唯一) - Best Composer-Artist, Golden Melody Awards, Malaysia: "The One and Only" (唯一) - Best Lyricist, Golden Melody Awards, Malaysia: "The One and Only" (唯一) - Best Mandarin Song: "The One and Only" (唯一), TVB Jade Solid Gold Music Awards - Outstanding Performance, TVB Jade Solid Gold Music Awards; Silver |
| 2003 | - Most Popular Male Artist, HITO Music Awards 2003 - Best Song of the Year, HITO Music Awards 2003: "W-H-Y" - Longest No. 1 Song, HITO Music Awards 2003: "W-H-Y" - Best Music Video, Channel V: "Two People Do Not Equal to Us" (兩個人不等於我們) - Top 10 Songs of the Year, Chinese Musicians' Association: "Love, Love, Love" - Top 10 Albums of the Year, Chinese Musicians' Association: Unbelievable (不可思議) - Top 10 Albums of the Year, China Times: Unbelievable: (不可思議) - Media's Choice Artist, Channel V - Top Fashion Trendsetter, Cosmopolitan, China - Top 10 Songs of the Year, HiTFM, "You're Not Here" (妳不在), and "The One and Only" (Japanese version) (唯一) (日文版) - Most Popular Composer, 3rd Global Chinese Music Awards - Top 20 Hits, 3rd Global Chinese Music Awards: "Two People Do Not Equal to Us" (兩個人不等於我們)                                                                          |
| 2004 | - Best Male Singer Award, Channel V - DJ's Favorite Album, HITO Music Awards: "Unbelievable" (不可思議) - Top 10 Songs of the Year, HITO Music Awards 2004: "You're Not Here" (你不在) - Best Producer, Golden Melody Awards, Taiwan: "Unbelievable" (不可思議) - 10 Best Albums of the Year: "Unbelievable" (不可思議) - Most Popular Asian Male Singer, Golden Melody Awards, Singapore: "Unbelievable" (不可思議) - The Best Songs of the Year, Golden Melody Awards, Singapore: "Love Is Everywhere" (愛無所不在) - 10 Best Albums of the Year, Dong Xi Nan Bei Da Sheu Sheng Awards: "Unbelievable" (不可思議) - Favorite Asian Artist, Channel V, Thailand - Most Popular Composer, 4h Global Chinese Music Awards - Best Album, 4h Global Chinese Music Awards: "Unbelievable" (不可思議) - Top 20 Hits, 4h Global Chinese Music Awards: "You're Not Here" (你不在) - Buzz Asia Taiwan, MTV Video Music Awards, Japan: "Last Night" |
| 2005 | - Most Popular Male Artists, 5th Global Chinese Music Awards - Top 5 Most Popular Artists, 5th Global Chinese Music Awards - Top 25 Hits, 5th Global Chinese Music Awards; "The Heart's Sun and Moon" (心中的日月) - Best Music Composition, 5th Global Chinese Music Awards: "Forever Love" - Most Popular Regional Artist, 12th Singapore Hits Award |
| 2006 | - Best Male Artist, HITO Music Awards 2006 - Best Music Arrangement, HITO Music Awards 2006 - The Most Popular Voted Composing Artist, HITO Music Awards 2006 - Top 10 Songs of the Year, HITO Music Awards 2006: "The Heart's Sun and Moon" (心中的日月) - Most Popular Chinese Singer: 13th EDC Dong Fang Feng Yun Bang Awards (Taiwan Area) - Favorite Mandarin Song, TVB Jade Solid Gold Selection: "Kiss Goodbye" - Best Composer Song, MusicRadio Awards: "Mistake in the Flower Fields" (花田錯) - Best Taiwan Male Singer, MusicRadio Awards - Best Producer, MusicRadio Awards - Favorite Artist Taiwan, MTV Asia Awards - Best Male Vocalist, Golden Melody Awards, Taiwan: "Heroes of Earth" (蓋世英雄) - Top 20 Hits, 6th Global Chinese Music Awards: "Kiss Goodbye" - Best Producer, 6th Global Chinese Music Awards: "Heroes of Earth" (蓋世英雄)                                                                           |
| 2007 | - Best Endorser, 1st Mobile Oscar 2007 - Best Composing Singer (Hong Kong & Taiwan Area), 13th Chinese Music Awards - Most Popular Male Artist (Hong Kong & Taiwan Area), 13th Chinese Music Awards - Most Popular Song of the Year (Hong Kong & Taiwan Area), 13th Chinese Music Awards: "Big City, Small Love" (大城小愛) - Top 10 Albums of the Year, KKBOX Music Charts: "Heroes of Earth" (蓋世英雄) - Top 20 Songs of the Year, KKBOX Music Charts: "Kiss Goodbye" - Best Male Artist, HITO Music Awards 2007 - Longest No. 1 Album, HITO Music Awards 2007: "Heroes of Earth" (蓋世英雄) - Top 10 Songs of the Year, HITO Music Awards 2007: "Kiss Goodbye" |